# Dorotea Maria di Sassonia-Weimar
Dorotea Maria di Sassonia-Weimar (Weimar, 14 ottobre 1641 – Moritzburg, 11 giugno 1675) è stata una nobile tedesca.
Era figlia di Guglielmo di Sassonia-Weimar e di Eleonora Dorotea di Anhalt-Dessau.
Fu data in sposa Maurizio, Duca di Sassonia-Zeitz. Il matrimonio fu celebrato il 3 luglio 1656 a Weimar. Maurizio era rimasto vedovo nel 1652 di Sofia Edvige di Holstein-Glücksburg, morta dopo aver dato alla luce il secondo figlio.
Dorotea Maria diede al marito altri dieci figli:
- Eleonora Maddalena (Weimar, 30 ottobre 1658-Dresda, 26 febbraio 1661);
- Guglielmina Eleonora (1659);
- Erdmute Dorotea (Naumburg, 13 novembre 1661-Merseburg, 29 aprile 1720), che sposò Cristiano II di Sassonia-Merseburg;
- Maurizio Guglielmo, duca di Sassonia-Zeitz (Oritzburg, 12 marzo 1664-Weida, 15 novembre 1718), che sposò Maria Amalia di Brandeburgo;
- Giovanni Giorgio (Moritzburg, 27 aprile 1665-Moritzburg, 5 settembre 1666);
- Cristiano Augusto (Moritzburg, 9 ottobre 1666-Regensburg, 23 agosto 1725), cardinale;
- Federico Enrico, duca di Sassonia-Zeitz-Pegau-Neustadt (Moritzburg, 21 luglio 1668-Neustadt an der Orla, 18 dicembre 1713), che sposò Sofia di Württemberg-Bernstadt e poi Anna di Holstein-Wiesenburg;
- Maria Sofia (Moritzburg, 3 novembre 1670-Moritzburg, 31 maggio 1671);
- Maddalena Sibilla (Moritzburg, 7 aprile 1672-Moritzburg, 20 agosto 1672);
- Guglielmina Sofia (Moritzburg, 1675).

Dorotea morì nel dare alla luce l'ultima figlia. Suo marito si risposò l'anno dopo con Sofia Elisabetta di Holstein-Wiesenburg dalla quale non ebbe figli.

## Ascendenza
|                                     |                              |                                        | Genitori                          |  |  | Nonni |  |  | Bisnonni                              |  |  | Trisnonni                       |  |
|                                     |                              |                                        |                                   |  |  |       |  |  | Giovanni Guglielmo di Sassonia-Weimar |  |  | Giovanni Federico I di Sassonia |  |
|                                     |                              |                                        |                                   |  |  |       |  |  | Giovanni Guglielmo di Sassonia-Weimar |  |  | Giovanni Federico I di Sassonia |  |
|                                     |                              | Sibilla di Jülich-Klebe-Berg           |                                   |  |  |       |  |  | Giovanni Guglielmo di Sassonia-Weimar |  |  |                                 |  |
| Giovanni di Sassonia-Weimar         |                              |                                        |                                   |  |  |       |  |  | Giovanni Guglielmo di Sassonia-Weimar |  |  |                                 |  |
|                                     |                              | Dorotea Susanna di Wittelsbach-Simmern | Federico III del Palatinato       |  |  |       |  |  |                                       |  |  |                                 |  |
|                                     |                              | Dorotea Susanna di Wittelsbach-Simmern | Federico III del Palatinato       |  |  |       |  |  |                                       |  |  |                                 |  |
|                                     |                              | Dorotea Susanna di Wittelsbach-Simmern | Maria di Brandeburgo-Kulmbach     |  |  |       |  |  |                                       |  |  |                                 |  |
| Guglielmo di Sassonia-Weimar        |                              | Dorotea Susanna di Wittelsbach-Simmern |                                   |  |  |       |  |  |                                       |  |  |                                 |  |
|                                     |                              | Gioacchino Ernesto di Anhalt           | Giovanni II di Anhalt-Dessau      |  |  |       |  |  |                                       |  |  |                                 |  |
|                                     |                              | Gioacchino Ernesto di Anhalt           | Giovanni II di Anhalt-Dessau      |  |  |       |  |  |                                       |  |  |                                 |  |
|                                     |                              | Gioacchino Ernesto di Anhalt           | Margherita di Brandeburgo         |  |  |       |  |  |                                       |  |  |                                 |  |
| Dorotea Maria di Anhalt             |                              | Gioacchino Ernesto di Anhalt           |                                   |  |  |       |  |  |                                       |  |  |                                 |  |
|                                     |                              | Eleonora di Württemberg                | Cristoforo di Württemberg         |  |  |       |  |  |                                       |  |  |                                 |  |
|                                     |                              | Eleonora di Württemberg                | Cristoforo di Württemberg         |  |  |       |  |  |                                       |  |  |                                 |  |
|                                     |                              | Eleonora di Württemberg                | Anna Maria di Brandeburgo-Ansbach |  |  |       |  |  |                                       |  |  |                                 |  |
| Dorotea Maria di Sassonia-Weimar    |                              | Eleonora di Württemberg                |                                   |  |  |       |  |  |                                       |  |  |                                 |  |
|                                     | Gioacchino Ernesto di Anhalt | Giovanni II di Anhalt-Dessau           |                                   |  |  |       |  |  |                                       |  |  |                                 |  |
|                                     | Gioacchino Ernesto di Anhalt | Giovanni II di Anhalt-Dessau           |                                   |  |  |       |  |  |                                       |  |  |                                 |  |
|                                     | Gioacchino Ernesto di Anhalt | Margherita di Brandeburgo              |                                   |  |  |       |  |  |                                       |  |  |                                 |  |
| Giovanni Giorgio I di Anhalt-Dessau | Gioacchino Ernesto di Anhalt |                                        |                                   |  |  |       |  |  |                                       |  |  |                                 |  |
|                                     |                              | Agnese di Barby                        | Wolfgang von Barby                |  |  |       |  |  |                                       |  |  |                                 |  |
|                                     |                              | Agnese di Barby                        | Wolfgang von Barby                |  |  |       |  |  |                                       |  |  |                                 |  |
|                                     |                              | Agnese di Barby                        | …                                 |  |  |       |  |  |                                       |  |  |                                 |  |
| Eleonora Dorotea di Anhalt-Dessau   |                              | Agnese di Barby                        |                                   |  |  |       |  |  |                                       |  |  |                                 |  |
|                                     |                              | …                                      | …                                 |  |  |       |  |  |                                       |  |  |                                 |  |
|                                     |                              | …                                      | …                                 |  |  |       |  |  |                                       |  |  |                                 |  |
|                                     |                              | …                                      | …                                 |  |  |       |  |  |                                       |  |  |                                 |  |
| Dorotea del Palatinato-Simmern      |                              | …                                      |                                   |  |  |       |  |  |                                       |  |  |                                 |  |
|                                     |                              | …                                      | …                                 |  |  |       |  |  |                                       |  |  |                                 |  |
|                                     |                              | …                                      | …                                 |  |  |       |  |  |                                       |  |  |                                 |  |
|                                     |                              | …                                      | …                                 |  |  |       |  |  |                                       |  |  |                                 |  |
|                                     |                              | …                                      |                                   |  |  |       |  |  |                                       |  |  |                                 |  |